# Järle
Järle ist ein Ort (småort) in der schwedischen Provinz Örebro län und der historischen Provinz Västmanland.
Der Ort liegt an der Bahnstrecke Nora–Ervalla. Der Bahnhof wird allerdings seit 1986 nur noch im Museumsverkehr durch die Nora Bergslags Veteran-Jernväg bedient. Der Riksväg 50 (Bergslagsdiagonalen) führt in der Nähe am Ort vorbei. Der Länsväg 244 beginnt bei Järle und führt in den Hauptort der Nachbargemeinde, nach Nora. Järle befindet sich direkt an der Grenze zur Gemeinde Nora; der Ort Nora ist nur sechs Kilometer entfernt.

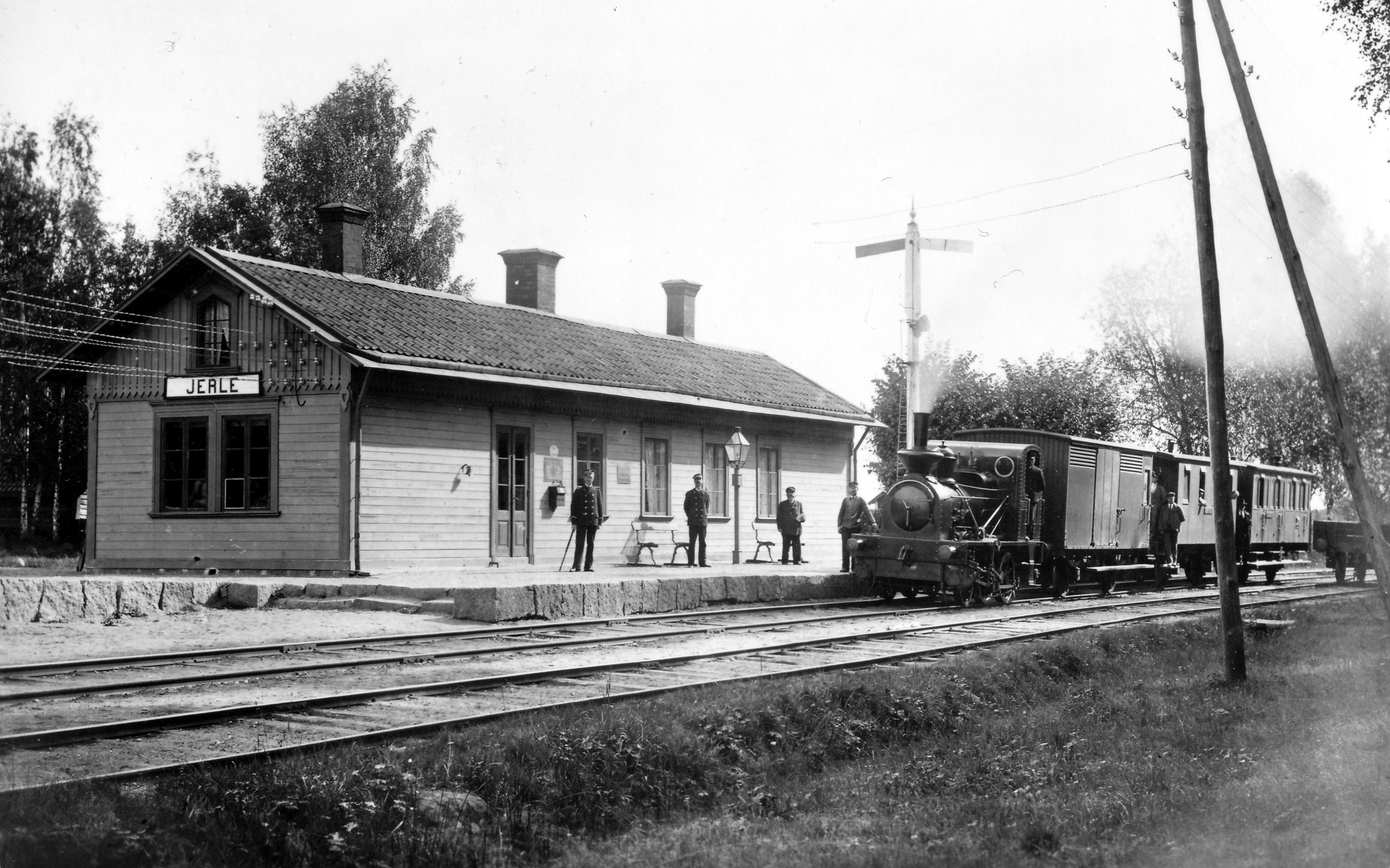
Bahnhof Järle damals (1907)…
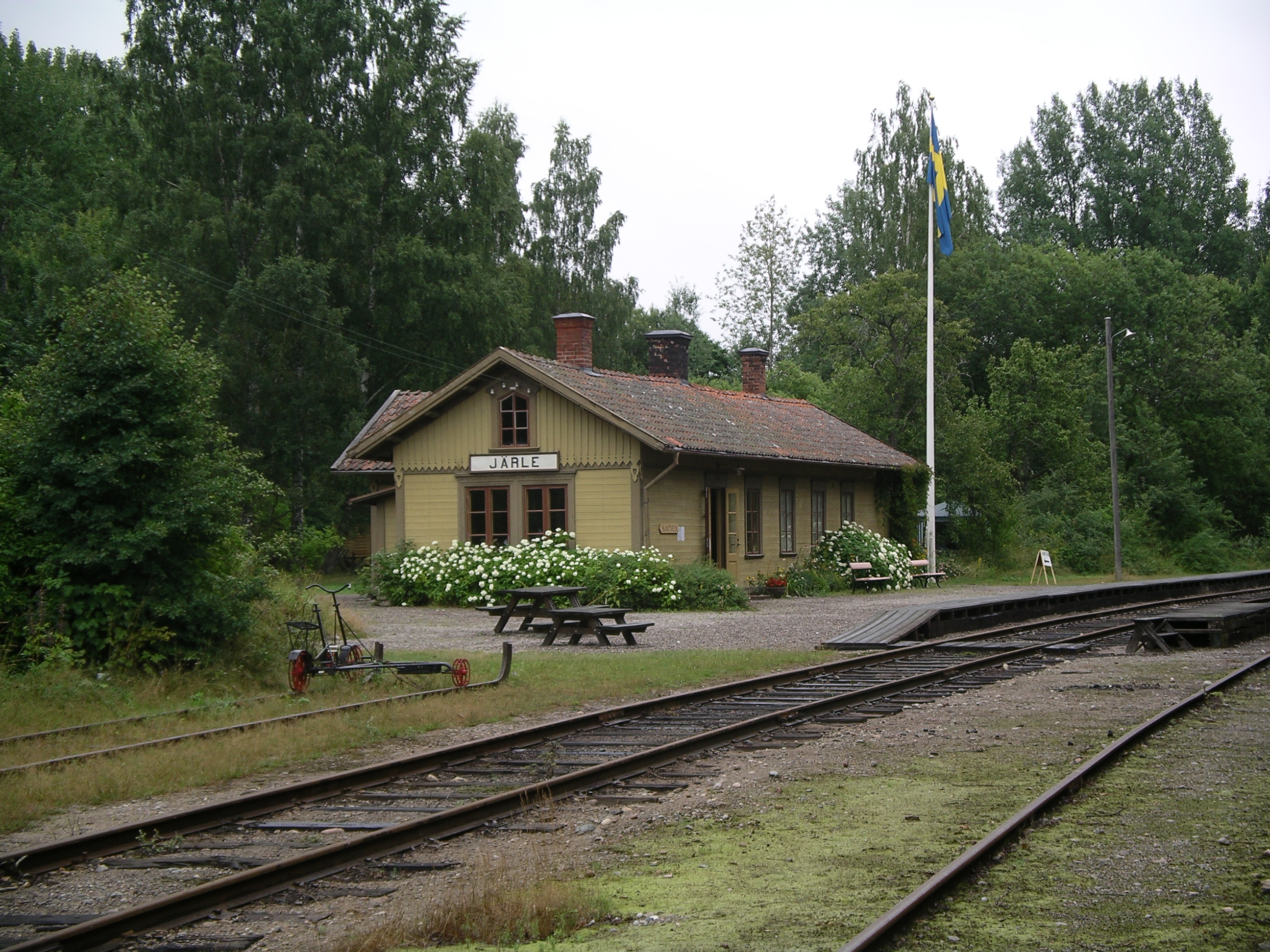
…und heute (2005)